# Imabari
Imabari (今治市, Imabari-shi) är en stad i den japanska prefekturen Ehime på den nordvästra kusten av ön Shikoku. Det är prefekturens näst folkrikaste stad. Imabari fick stadsrättigheter 11 februari 1920, och staden utökades senast den 16 januari 2005 då elva närliggande kommuner slogs samman med staden. Norr om centrala Imabari ligger några öar som administreras av staden, varav de största är Omishima och Oshima. Ett brosystem från Imabari till Onomichi gör det möjligt att ta sig mellan öarna Shikoku och Honshu.